# Dyscia turturaria
Dyscia turturaria là một loài bướm đêm trong họ Geometridae.